# Formationsspringen

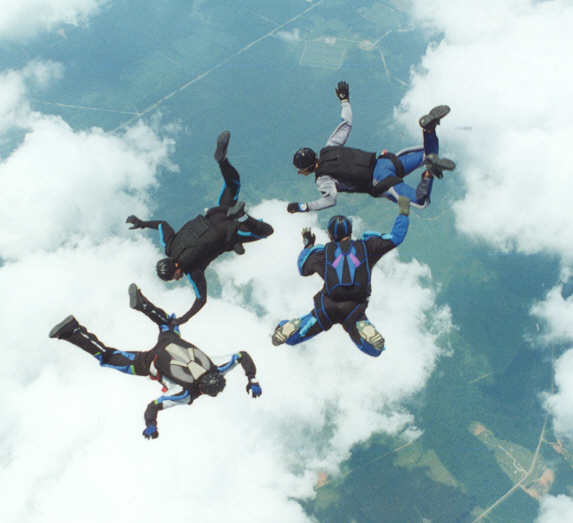
Formationssprung (Vierer-Formation)

Das Formationsspringen, auch RW-Springen (engl. Relative Work) oder früher Relativspringen, ist die beliebteste Disziplin im Fallschirmsport. Mehrere Fallschirmspringer verlassen gleichzeitig das Absetzflugzeug und bilden im Freifall eine oder mehrere Formationen. 
Der Begriff „Relativspringen “beziehungsweise „Relative Work“ ergibt sich aus der relativen Position der einzelnen Springer zueinander, während alle gleichzeitig fallen. Obwohl Freifallgeschwindigkeiten von über 200 km/h erreicht werden, können die Springer neutrale Positionen zueinander erfliegen und dabei sogar noch (zarte!) Griffe beim jeweils anderen Springer nehmen.

## Varianten
Ursprünglich fielen alle Springer eines Formationssprung in der aerodynamisch günstigen Bauch-Position. Seit Mitte 2000 gibt es jedoch eine Weiterentwicklung bzw. Mischform, die sogenannte Vertikalformation (engl. VFS = Vertical Formation Skydiving), die ihren Ursprung im Freefly hat und auch andere Positionen/Achsen, zum Beispiel aufrecht (upright) oder sogar über Kopf (headdown) der beteiligten Springer erfordert. 
Formationsspringen findet eine breite Anwendung im Fallschirmsport und wird sowohl von Freizeit-Springern als auch von professionellen Sportlern betrieben. Auch werden unterschiedliche Größen von Formationen gesprungen. Angefangen bei Zweier-Formationen bis hin zu Rekordformationen von mehreren hundert Springern. Grundsätzlich lässt sich sagen, dass, je größer eine Formation ist, desto höher die Anforderungen an die Leistungsfähigkeit der beteiligten Springer sind.

## Kategorien des Formationsspringen
Formationsspringen kann in weitere Kategorien geteilt werden. Die jeweiligen Namen beschreiben die Anzahl der teilnehmenden Springer und die Art der Formationen entweder als Sequenzensprung (mehrere Formationen in einem Sprung) oder als Geschwindigkeitssprung (eine Formation so schnell wie möglich). Die Begriffe werden in der Regel aus dem Amerikanischen übernommen:
- 4-way sequential
- 4-way vertical sequential (VFS)
- 8-way sequential
- 16-way sequential
- 10-way speed
- Großformationen  (Big-ways)

## Formationsspringen als Wettkampfdisziplin
4'er und 8'er Formationssprünge gehören zu den Königsdisziplinen im Fallschirmsport. In diesem Bereich werden weltweit nationale und internationale Meisterschaften nach einem standardisierten Regelwerk der "International Parachute Commission" (IPC), einem Unterkomitee der "Fédération Aéronautique Internationale" (FAI) durchgeführt.
Ein Wettbewerbsteam besteht aus 4 oder 8 Springern und einem Kameramann. Der Wettbewerb selbst geht über 10 Runden. Jede Runde besteht aus bis zu 6 vorgegebenen Formationen. Die Teams müssen innerhalb einer bestimmten Anzahl von Sekunden (Arbeitszeit) so oft wie möglich die Formationen in der richtigen Reihenfolge wiederholen. Für jede korrekt geflogene Formation erhält das Team einen Punkt. Die vorgegebenen Formationen werden aus einem international festgelegten Pool vor dem Wettkämpf per Los gezogen.

## Formationsspringen als Rekord-Ereignis
Auch die Regeln für eine Großformation mit Rekord-Anspruch werden von der FAI/IPC aufgestellt. Der aktuelle FAI-Weltrekord für die größte Freifall-Formation liegt bei 400 Springern und wurde am 8. Februar 2006 in Udon Thani, Thailand aufgestellt. Die 400 Springer wurden mit fünf Hercules C-130 Flugzeugen auf eine Höhe von 7.500 m gebracht. Die Formation wurde für 4,25 Sekunden gehalten.